# U
U [ʉː] (fil) är den tjugoförsta bokstaven i det moderna latinska alfabetet.

## Uttal och användning
Det vanligaste uttalet av bokstaven U i världens språk är det som också fonetiskt skrivs [u]. I svenskan skrivs detta ljud emellertid med bokstaven o, som i till exempel bo. De svenska u-ljuden är ovanliga i världen.[källa behövs]

## Betydelser

### Versalt U
- Länsbokstav för Västmanlands län.
- Kemiskt tecken för grundämnet uran. Se även periodiska systemet.
- Förkortning för Utbildningsdepartementet.
- Storhets-symbol elektrisk spänning (tyska Unterschied, "differens", "skillnad") i fysikaliska formler (som till exempel Ohms lag). SI-enhet är volt (V).
- Burmesisk hederstitel (jfr U Thant och U Nu).
- Beteckning för höjdenhet som används i elektronikrack.
- Beteckning för värmegenomgångskoefficient för en byggnadsdel. Enhet W/m²·°C.
- U-sväng likt bokstavens form.
- Inom sport prefix för efterföljande siffra vilken anger högsta ålder, ex U16, U17, U19 anger under 16, 17 och 19.

### Gement u
- Masstal för elementarpartiklar. Se atommassenhet.

## Historia
Från början var bokstaven "U" bara en variant av bokstaven "V", då "U" bara användes mitt i eller i slutet av ett ord, medan "V" användes i början av ord. Först på 1300-talet började man se dem som två olika bokstäver, varav den ena var en vokal och den andra en konsonant. Liksom bokstäverna "V", "W" och "Y" härstammar "U" från den grekiska bokstaven "ypsilon", som i sin tur härstammar från den feniciska bokstaven "waw", som ursprungligen föreställde en krok eller en klubba.

## Datateknik
I datorer lagras U samt förkomponerade bokstäver med U som bas och vissa andra varianter av U med följande kodpunkter:
| Unicode | Liten bokstav |                                                | Unicode | Stor bokstav |                                                  | Används bl.a. i följande språk |
| ------- | ------------- | ---------------------------------------------- | ------- | ------------ | ------------------------------------------------ | --- |
| U+0075  | u             | LATIN SMALL LETTER U                           | U+0055  | U            | LATIN CAPITAL LETTER U                           | de flesta där latinskt alfabet används |
| U+1D58  | ᵘ             | MODIFIER LETTER SMALL U                        |         |              |                                                  | |
| U+00FA  | ú             | LATIN SMALL LETTER U WITH ACUTE                | U+00DA  | Ú            | LATIN CAPITAL LETTER U WITH ACUTE                | isländska, färöiska, iriska, pinyin, spanska, portugisiska, slovakiska, ungerska, frisiska, italienska, katalanska, occitanska, tjeckiska                          |
| U+00F9  | ù             | LATIN SMALL LETTER U WITH GRAVE                | U+00D9  | Ù            | LATIN CAPITAL LETTER U WITH GRAVE                | italienska, pinyin, franska, bretonska, kasjubiska, occitanska |
| U+016D  | ŭ             | LATIN SMALL LETTER U WITH BREVE                | U+016C  | Ŭ            | LATIN CAPITAL LETTER U WITH BREVE                | esperanto, vitryska (när latinska alfabetet används) |
| U+00FB  | û             | LATIN SMALL LETTER U WITH CIRCUMFLEX           | U+00DB  | Û            | LATIN CAPITAL LETTER U WITH CIRCUMFLEX           | franska, portugisiska, kurdiska, frisiska, walesiska |
| U+01D4  | ǔ             | LATIN SMALL LETTER U WITH CARON                | U+01D3  | Ǔ            | LATIN CAPITAL LETTER U WITH CARON                | pinyin |
| U+016F  | ů             | LATIN SMALL LETTER U WITH RING ABOVE           | U+016E  | Ů            | LATIN CAPITAL LETTER U WITH RING ABOVE           | tjeckiska, schlesiska |
| U+00FC  | ü             | LATIN SMALL LETTER U WITH DIAERESIS            | U+00DC  | Ü            | LATIN CAPITAL LETTER U WITH DIAERESIS            | tyska, estniska, ungerska, turkiska, svenska, azeriska, franska, gagauziska, katalanska, luxemburgiska, occitanska, portugisiska, slovakiska, rätromanska, spanska |
| U+01D8  | ǘ             | LATIN SMALL LETTER U WITH DIAERESIS AND ACUTE  | U+01D7  | Ǘ            | LATIN CAPITAL LETTER U WITH DIAERESIS AND ACUTE  | pinyin |
| U+01DC  | ǜ             | LATIN SMALL LETTER U WITH DIAERESIS AND GRAVE  | U+01DB  | Ǜ            | LATIN CAPITAL LETTER U WITH DIAERESIS AND GRAVE  | pinyin |
| U+01DA  | ǚ             | LATIN SMALL LETTER U WITH DIAERESIS AND CARON  | U+01D9  | Ǚ            | LATIN CAPITAL LETTER U WITH DIAERESIS AND CARON  | pinyin |
| U+01D6  | ǖ             | LATIN SMALL LETTER U WITH DIAERESIS AND MACRON | U+01D5  | Ǖ            | LATIN CAPITAL LETTER U WITH DIAERESIS AND MACRON | pinyin |
| U+0171  | ű             | LATIN SMALL LETTER U WITH DOUBLE ACUTE         | U+0170  | Ű            | LATIN CAPITAL LETTER U WITH DOUBLE ACUTE         | ungerska |
| U+0169  | ũ             | LATIN SMALL LETTER U WITH TILDE                | U+0168  | Ũ            | LATIN CAPITAL LETTER U WITH TILDE                | grönländska, äldre ortografi, kikuyu |
| U+016B  | ū             | LATIN SMALL LETTER U WITH MACRON               | U+016A  | Ū            | LATIN CAPITAL LETTER U WITH MACRON               | lettiska, litauiska, liviska, pinyin |
| U+0173  | ų             | LATIN SMALL LETTER U WITH OGONEK               | U+0172  | Ų            | LATIN CAPITAL LETTER U WITH OGONEK               | litauiska |
| U+1E79  | ṹ             | LATIN SMALL LETTER U WITH TILDE AND ACUTE      | U+1E78  | Ṹ            | LATIN CAPITAL LETTER U WITH TILDE AND ACUTE      | |
| U+1E7B  | ṻ             | LATIN SMALL LETTER U WITH MACRON AND DIAERESIS | U+1E7A  | Ṻ            | LATIN CAPITAL LETTER U WITH MACRON AND DIAERESIS | |
| U+1EE7  | ủ             | LATIN SMALL LETTER U WITH HOOK ABOVE           | U+1EE6  | Ủ            | LATIN CAPITAL LETTER U WITH HOOK ABOVE           | vietnamesiska |
| U+0215  | ȕ             | LATIN SMALL LETTER U WITH DOUBLE GRAVE         | U+0214  | Ȕ            | LATIN CAPITAL LETTER U WITH DOUBLE GRAVE         | slovenska, kroatiska |
| U+0217  | ȗ             | LATIN SMALL LETTER U WITH INVERTED BREVE       | U+0216  | Ȗ            | LATIN CAPITAL LETTER U WITH INVERTED BREVE       | slovenska, kroatiska |
| U+01B0  | ư             | LATIN SMALL LETTER U WITH HORN                 | U+01AF  | Ư            | LATIN CAPITAL LETTER U WITH HORN                 | vietnamesiska |
| U+1EE9  | ứ             | LATIN SMALL LETTER U WITH HORN AND ACUTE       | U+1EE8  | Ứ            | LATIN CAPITAL LETTER U WITH HORN AND ACUTE       | vietnamesiska |
| U+1EEB  | ừ             | LATIN SMALL LETTER U WITH HORN AND GRAVE       | U+1EEA  | Ừ            | LATIN CAPITAL LETTER U WITH HORN AND GRAVE       | vietnamesiska |
| U+1EEF  | ữ             | LATIN SMALL LETTER U WITH HORN AND TILDE       | U+1EEE  | Ữ            | LATIN CAPITAL LETTER U WITH HORN AND TILDE       | vietnamesiska |
| U+1EED  | ử             | LATIN SMALL LETTER U WITH HORN AND HOOK ABOVE  | U+1EEC  | Ử            | LATIN CAPITAL LETTER U WITH HORN AND HOOK ABOVE  | vietnamesiska |
| U+1EF1  | ự             | LATIN SMALL LETTER U WITH HORN AND DOT BELOW   | U+1EF0  | Ự            | LATIN CAPITAL LETTER U WITH HORN AND DOT BELOW   | vietnamesiska |
| U+1EE5  | ụ             | LATIN SMALL LETTER U WITH DOT BELOW            | U+1EE4  | Ụ            | LATIN CAPITAL LETTER U WITH DOT BELOW            | vietnamesiska |
| U+1E73  | ṳ             | LATIN SMALL LETTER U WITH DIAERESIS BELOW      | U+1E72  | Ṳ            | LATIN CAPITAL LETTER U WITH DIAERESIS BELOW      | |
| U+1E77  | ṷ             | LATIN SMALL LETTER U WITH CIRCUMFLEX BELOW     | U+1E76  | Ṷ            | LATIN CAPITAL LETTER U WITH CIRCUMFLEX BELOW     | |
| U+1E75  | ṵ             | LATIN SMALL LETTER U WITH TILDE BELOW          | U+1E74  | Ṵ            | LATIN CAPITAL LETTER U WITH TILDE BELOW          | |

I ASCII-baserade kodningar lagras U med värdet 0x55 (hexadecimalt) och u med värdet 0x75 (hexadecimalt).
I EBCDIC-baserade kodningar lagras U med värdet 0xE4 (hexadecimalt) och u med värdet 0xA4 (hexadecimalt).
Övriga varianter av U lagras med olika värden beroende på vilken kodning som används, om de alls kan representeras.